# Grigori
Grigori (grec. ἐγρήγοροι egrḗgoroi, hebr. irim – „obserwatorzy”) – według apokryficznych Ksiąg Henocha i Księgi Jubileuszów są to upadli aniołowie. Jako aniołowie zostali zesłani na ziemię przez Pana, by opiekować się ludźmi. Ostatecznie zawiedli jednak zaufanie Stwórcy, płodząc potomstwo z ludzkimi kobietami (nefilim), co według niektórych interpretacji opisuje Księga Rodzaju (Rdz 6,1-4). Grigori wyjawili ludziom wiele zakazanych przez Boga praktyk (np. wyrób broni i kosmetyków, sztuki magiczne). Karą za ich występki było zesłanie do Gehenny (Jud 1:6), co oznaczało degradację w anielskiej hierarchii – uznanie, iż są równi demonom. Księga Henocha mówi, że owocem związków grigori z ludzkimi kobietami byli nefilim zwani też gigantami. Zgodnie z tą księgą grigori jest ponad dwustu, choć opisuje ona tylko kilku z ich przywódców.

## Grigoriw tradycji hebrajskiej
Synowie boży, jak nazwano ich w Starym Testamencie i jego apokryfach, ujrzeli śmiertelne kobiety. Złożyli przysięgę, że je poślubią i spłodzą z nimi potomstwo. Dwustu aniołów na czele z Szemihazą zstąpiło na ziemię na Argis, szczyt góry Hermon (góra otrzymała nazwę na pamiątkę przysięgi złożonej przez aniołów). W Księdze Henocha zostały wymienione imiona dowódców Grigori: Szemihaza, Urakiba, Kokabiel, Tamiel, Ramiel, Daniel, Ezekiel, Barakiel, Asael, Armaros, Batriel, Ananiel, Zakiel, Samsiel, Sartael, Turiel, Jomiel, Araziel.
Wybrane przez siebie kobiety upadli aniołowie nauczyli czarów i zaklęć. Apokryfy przekazują informacje o umiejętnościach poszczególnych grigori:
- Azazel przekazał ludzkości wiedzę o kowalstwie i jubilerstwie oraz o sztuce malowania ciała,
- Amezarak nauczył ludzi zaklinania i zielarstwa,
- Armaros sztuki przeciwstawiania się magii,
- Barakiel przekazał wiedzę o astrologii,
- Kokabiel wykształcił złowieszczów,
- Tamiel zaś astrologów,
- Asradel wyjawił tajemnice Księżyca[1].